# يانغ تشن (لاعب كرة قدم)
يانغ تشن (14 نوفمبر 1989 بووهان في الصين - ) هو لاعب كرة قدم صيني في مركز الوسط.

## وصلات خارجية
- يانغ تشن (لاعب كرة قدم) على موقع قاعدة بيانات كرة القدم.إي يو (الإنجليزية)
- يانغ تشن (لاعب كرة قدم) على موقع Soccerway.com (الإنجليزية)